# Mehadia
Mehadia is een Roemeense gemeente met 4128 inwoners (2011) in het district Caraș-Severin. Hij bestaat uit de dorpen Mehadia, Globurău, Plugova en Valea Bolvașnița. Het hoofddorp Mehadia ligt in het dal van de Belareca, een zijrivier van de Cerna.